# Петриковка (Васильковский район)
Петриковка (укр. Петриківка) — село,
Васильковский поселковый совет,
Васильковский район,
Днепропетровская область,
Украина.
Код КОАТУУ — 1220755108. Население по переписи 2001 года составляло 45 человек.

## Географическое положение
Село Петриковка находится на расстоянии в 1 км от села Заря и в 2-х км от села Манвеловка.